# Radiquero
Radiquero es una localidad española perteneciente al municipio de Alquezar, en el Somontano de Barbastro, provincia de Huesca, Aragón. 

## Toponimia
Es mencionado como Radicelle.

## Geografía
La localidad se encuentra asentada sobre la falda de la sierra de Sevil.

## Historia
La localidad surgió con la unión de dos barrios, el de Meles o Meleses, o alto y Mierlas o Miorlas, que es el bajo, siendo un núcleo urbano compacto vertebrado por una larga calle ascendente hacia la iglesia y la plaza mayor.

## Demografía
| Gráfica de evolución demográfica de Radiquero entre 1842 y 1960 |
| |
| Población de derecho según los censos de población del INE Población de hecho según los censos de población del INEEntre el censo de 1970 y el anterior, este municipio desaparece porque se integra en el municipio Alquézar |

## Patrimonio
- Iglesia parroquial dedicada a Nuestra Señora de la Asunción, del siglo XVII pero dentro del estilo gótico aragonés aunque fue remodelada en el XVIII y restaurada en el 2008. Se trata de un templo de una nave con capillas laterales, coro a los pies y la torre adosada al exterior, junto a la portada. Está protegida por un atrio y tiene dovelas decoradas con elementos geométricos y frontón triangular coronándola.
- Casa solariega de los Ayerbe.